# Lázně Libverda
Lázně Libverda là một làng thuộc huyện Liberec, vùng Liberecký, Cộng hòa Séc.